# Smooth Criminal (Alien Ant Farm)
Smooth Criminal è un singolo del gruppo musicale statunitense Alien Ant Farm del 2001, estratto come secondo singolo dal loro album ANThology (2001). È una cover di Smooth Criminal di Michael Jackson, reinterpretata in versione nu metal, aggiungendo elementi quali chitarre elettriche e voci di coro. 
Il singolo ebbe un grande successo raggiungendo le prime posizioni di molte classifiche mondiali tra le quali la numero 1 nella classifica australiana e la numero 2 in quella del Regno Unito.
Questa versione della canzone è stata inserita nel videogioco musicale Guitar Hero: On Tour Decades.

## Video musicale
Il video musicale di Smooth Criminal degli Alien Ant Farm fu diretto da Marc Klasfeld e citava tutti i più famosi video di Michael Jackson tra i quali Billie Jean (con le mattonelle che si illuminano sotto i piedi al passaggio della band), Thriller (per alcuni passi di danza, una maschera da lupo mannaro e gli occhi gialli di uno dei musicisti alla fine del video), Black or White (quando il cantante Dryden Mitchell sale sul tettuccio di un'auto afferrandosi l'inguine e fa esplodere i finestrini) e appunto Smooth Criminal (in alcune scene tutti i membri della band fanno il famoso passo 45 degree lean su un palco che è in realtà un ring), ma vi sono anche varie citazioni alla vita privata del cantante come uno scimpanzé simile a Bubbles e un ragazzino che danza come Jackson con una mascherina chirurgica sul volto; in una successiva versione del video la parte del ragazzino venne completamente rigirata senza la maschera sul volto su richiesta di Jackson che fu l'unica modifica che richiese alla band per poi ripensarci e ritenere che la precedente versione fosse meglio. Mitchell, il leader della band, ha dichiarato al Los Angeles Times:
Il video ebbe un grande successo tra il pubblico e di conseguenza molti passaggi su MTV ed altri canali musicali dell'epoca.

## Classifiche
| Classifiche (2001)                             | Posizione massima |
| ---------------------------------------------- | ----------------- |
| Australia                                      | 1                 |
| Austria                                        | 6                 |
| Belgio (Fiandre)                               | 3                 |
| Belgio (Vallonia)                              | 4                 |
| Danimarca                                      | 3                 |
| Finlandia                                      | 2                 |
| Germania                                       | 5                 |
| Italia                                         | 11                |
| Regno Unito                                    | 3                 |
| Regno Unito (Rock & Metal Chart)               | 1                 |
| Stati Uniti (Billboard Alternative Airplay)    | 1                 |
| Stati Uniti (classifica generale di Billboard) | 23                |